# Clematis rutoides
Clematis rutoides är en ranunkelväxtart som beskrevs av Wen Tsai Wang. Clematis rutoides ingår i släktet klematisar, och familjen ranunkelväxter. Inga underarter finns listade i Catalogue of Life.